# Политехническая улица (Чернигов)
Политехническая улица (до 2024 года — улица Федоровского) (укр. Політехнічна вулиця) — улица в Деснянском районе города Чернигова, исторически сложившаяся местность (район) Кордовка. Пролегает от улицы Шевченко до улицы Гринченко.
Нет примыкающих улиц.

## История
Переулок Революции — по названию улицы Революции (современная улица Шевченко) — был проложен в 1950-е годы и застроен индивидуальными домами. С дальнейшими переименованиями улицы переименовывался и переулок: в период 1955-1961 годы назывался Советский переулок, 1961-1985 годы — 2-й переулок Шевченко. 
В 1985 году переулок был преобразован в улицу и получил название улица Федоровского — в честь русского, советского театрального художника-живописца Фёдора Фёдоровича Федоровского. 
С целью проведения политики очищения городского пространства от топонимов, которые возвеличивают, увековечивают, пропагандируют или символизируют Российскую Федерацию и Республику Беларусь, 8 февраля 2024 года улица получила современное название — из-за расположенности возле национального университета «Черниговская политехника», согласно Решению Черниговского городского совета № 37/VIII-21 «Про переименование улиц в городе Чернигове» («Про перейменування вулиць у місті Чернігові»).

## Застройка
Улица пролегает в юго-восточном направлении — к бывшему руслу реки Кордиковка и лесопарку Кордовка. Улица расположена в пойме реки Десна. Парная и непарная стороны улицы заняты усадебной застройкой.   
Учреждения: нет